# Andrés Ávila (militar)
Andrés Ávila fue un militar mexicano que participó en la Revolución mexicana.
Nació en Piedras Negras, Coahuila.
Se incorporó a la Revolución mexicana al lado del General Francisco Villa desde el inicio de la contienda y llegó a formar parte de su escolta de “Dorados”. Fue comisionado para enterrar al súbdito inglés William Benton; Participó en la destitución del General Manuel Chao como gobernador de Chihuahua. En el conflicto con Venustiano Carranza permaneció fiel a Francisco Villa. Con la derrota del villismo en México, logra escapar de fuerzas carrancistas y se refugia en Estados Unidos. Murió en Estados Unidos a causa de la influenza española en 1919.